# Cheilosia bracusi
Cheilosia bracusi es una especie de sírfido. Se distribuyen por Europa.